# Scoliophthalmus femoralis
Scoliophthalmus femoralis är en tvåvingeart som först beskrevs av Becker 1916.  Scoliophthalmus femoralis ingår i släktet Scoliophthalmus och familjen fritflugor. Inga underarter finns listade i Catalogue of Life.